# Qal'at Darjin
Qalʿat Darjin (arabe : قلعة درجين) est une ancienne ville située dans l'actuelle Tunisie,.

## Histoire
Des manuscrits importants de l'ibadisme ont été détruits lors de l'incendie de la ville.